# مدار أرضي منخفض

طلقة مدفع مقذوفة في مدار تظهر مسارات محتملة مدارية وشبه مدارية

مدارات أرضية متنوعة مرسومة بمقياس رسم، اللون السماوي الداخلي يمثل المدار الأرضي المنخفض

يعرف المدار الأرضي المنخفض (بالإنجليزية: Low Earth Orbit اختصارا LEO)‏ على أنه المدار الذي يقع محله الهندسي (جميع النقاط الواقعة عليه) بين سطح الأرض حتى ارتفاع 2,000 كيلومتر. ونظراً لسرعة التدهور المداري للأجسام على ارتفاعات أقل من 200 كيلومتر تقريباً، غالباً ما يعرف المدار الأرضي المنخفض على أنه المدار بين ارتفاعي 160 - 2,000 كيلومتر (100 - 1,240 ميل) فوق سطح الأرض.
باستثناء الرحلات المأهولة إلى القمر خلال برنامج أبولو، جميع الرحلات المأهولة كانت إما مدارية في المدار الأرضي المنخفض وإما شبه مدارية. أعلى ارتفاع سُجِلَّ لرحلات الفضاء المأهولة في المدار الأرضي المنخفض كان رحلة جيميني 11 (Gemini 11) بأوج يساوي 1,374.1 كيلومتر.

## الخصائص المدارية
الأجسام الواقعة في المدار الأرضي المنخفض تلقى مقاومة نتيجة الاحتكاك بغازات طبقة الثرموسفير من الغلاف الجوي (بين 80 - 500 كيلومتر تقريباً) أو طبقة الإكسوسفير (من 500 كيلومتر تقريباً إلى أعلى)، على حسب ارتفاع المدار. يقع المدار الأرضي المنخفض داخل الغلاف الجوي وأسفل الحلقة الداخلية من حزام فان آلن الإشعاعي. وغالباً ما لايقل الارتفاع عن 300 كيلومتر لأن المدار بارتفاع أقل من ذلك يصبح غير عملي نتيجة المقاومة الكبيرة الناتجة عن الاحتكاك بالغلاف الجوي.
وتعد المدارات الأرضية المنخفضة الاستوائية (بالإنجليزية: Equatorial Low Earth Orbits اختصارا ELEO)‏ فرع من المدار الأرضي المنخفض. هذه المدارات - التي لها زاوية ميل صغيرة مع خط الاستواء - تسمح بتكرار الزيارات على فترات قصيرة ولها أقل تغير في السرعة مطلوب (بالإنجليزية: Delta-V)‏ عن أي مدار آخر. وتسمى المدارات التي لها زاوية ميل كبيرة بالمدارات القطبية.
المدارات الأعلى تتضمن المدار الأرضي المتوسط والتي تسمى أحياناً «مدارات دائرية متوسطة» (بالإنجليزية: Intermediate Circular Orbits اختصارا ICO)‏، وأعلى من ذلك يوجد المدار الجغرافي الثابت. المدارات الأعلى من المدار الأرضي المنخفض غالباً ما تؤدي إلى فشل مبكر في الإلكترونيات بسبب شدة الإشعاع وتراكم الشحنات.

## الاستخدامات البشرية
توجد المحطة الفضائية الدولية في مدار أرضي منخفض بين ارتفاعي 320 كيلومتر (199 ميل) و 400 كيلومتر (249 ميل) فوق سطح الأرض.
بالرغم من أن معظم الأقمار الصناعية توضع في المدار الأرضي المنخفض، حيث تسير بسرعة حوالي 7.8 كم/ث (28,080 كم/س)، بحيث تكمل دورة واحدة كاملة حول الأرض في حوالي 90 دقيقة. فإن معظم أقمار الاتصالات تتطلب مدار جغرافي ثابت، بحيث تتحرك بنفس السرعة الزاوية التي تدور بها الأرض حول نفسها. وبما أن وضع المدار الأرضي المنخفض يتطلب طاقة أقل لوضع قمر صناعي فيه ومضخمات أقل قوة لنقل الإشارات بنجاح لذلك ما زالت الأقمار الصناعية في المدارات الأرضية المنخفضة مستخدمة في مجال الإتصالات. ولأن المدارات الأرضية المنخفضة ليست ثابتة جغرافياً يلزم استخدام شبكة أو كوكبة من الأقمار الصناعية لتوفير تغطية مستمرة. وتستخدم المدارات المنخفضة أيضاً للأقمار الصناعية الخاصة بتطبيقات الاستشعار عن بعد بسبب دقة التفاصيل الممكن الحصول عليها. وتستفيد أيضاً أقمار الاستشعار عن بعد من المدارات الأرضية المنخفضة المتزامنة مع الشمس على ارتفاع حوالي 800 كيلومتر (500 ميل) ولها ميل قريب من المدارات القطبية. القمر الصناعي إنفيسات هو أحد أمثلة الأقمار الصناعية التي تستخدم هذا النوع بالذات من المدارات الأرضية المنخفضة.
ورغم أن الجاذبية الأرضية في المدارات الأرضية المنخفضة لا تقل كثيراً عنها عند سطح الأرض، فإن أي جسم أو شخص في المدار يشعر بانعدام الجاذبية بسبب تأثيرات السقوط الحر.
وتضيف مقاومة الغلاف الجوي (بالإنجليزية: Atmospheric Drag)‏ ومقاومة الجاذبية (بالإنجليزية: Gravity Drag)‏ المرتبطتين بعملية الإطلاق؛ تضيفان مجموعتين حوالي من 1.5 كم/س إلى 2.0 كم/س إلى التغير في السرعة المطلوب من مركبة الإطلاق لتحقيق السرعة المدارية المعتادة الخاصة بالمدار الأرضي المنخفض والتي تساوي 7.8 كم/ث (28,080 كم/س) تقريباً.

## الحطام الفضائي
أصبحت بيئة المدار الأرضي المنخفض مكتظة بالحطام الفضائي، وتسبب ذلك في اهتمام متزايد في السنين القليلة الأخيرة، حيث أن الاصطدامات بسرعات مدارية يمكن أن تكون مدمرة وخطيرة، ويمكن كذلك أن تنتج المزيد من الحطام الفضائي فيما يعرف بمتلازمة كيسلر. ويتابع حالياً المركز المشترك للعمليات الفضائية التابع للقيادة الاستراتيجية للولايات المتحدة؛ يتابع حالياً حوالي 8,500 جسم أكبر من 10 سم في المدار الأرضي المنخفض، غير أن دراسة لمرصد أرسيبو ذكرت أنه من المحتمل وجود حوالي مليون جسم أكبر من 2 ميلليمتر، والتي تعد صغيرة جداً لترصد من الأرض.

## أقرأ أيضاً
- المدار.
- مدار أرضي.
- قمر صناعي ICESat-2
- مدار أرضي متوسط.
- مدار أرضي مرتفع.
- مدار متزامن مع الشمس.
- مدار شمسي المركز
- مدار جغرافي ثابت.
- محطة الفضاء الدولية.